# La Unión, Miahuatlán de Porfirio Díaz
La Unión är en ort i Mexiko.   Den ligger i kommunen Miahuatlán de Porfirio Díaz och delstaten Oaxaca, i den sydöstra delen av landet, 400 km sydost om huvudstaden Mexico City. La Unión ligger 1 613 meter över havet och antalet invånare är 265.
Terrängen runt La Unión är huvudsakligen kuperad, men åt sydväst är den platt. Terrängen runt La Unión sluttar västerut. Runt La Unión är det ganska tätbefolkat, med 65 invånare per kvadratkilometer. Närmaste större samhälle är Miahuatlán de Porfirio Díaz, 17,9 km sydost om La Unión. Trakten runt La Unión består i huvudsak av gräsmarker.